# ソ・テファ
ソ・テファ（朝: 서태화、1967年3月31日 - ）は、韓国の男性俳優。韓国の釜山広域市出身、済州島育ち。
妹のソ・ジヨン（朝: 서지영）は舞台を中心に活躍しているミュージカル女優である。

## 略歴
- 漢陽大学校 声楽科学科卒業。
- マンハッタン音楽学校大学院留学 修士号を取得。
- アメリカ留学中の映画監督クァク・キョンテクとニューヨーク時代に知り合い、卒業制作『営倉物語』（1995）に出演。
- アメリカ留学後、イタリアに住んでいた。
- 同監督の商業デビュー作『オクスタン』（1997）では、この年の青龍映画賞 助演男優賞にノミネートされた。
- 映画監督ヤン・ユノとは中学時代の同級生である。
- TVドラマ『恋愛時代』の監督ハン・ジスンとはプライベートで親しく、彼が関わった作品への出演も多い。
- 『友へ チング』（2001）では四人組のひとり、サンテクを演じた。
- 映画以外にもTVドラマや演劇、ラジオDJの他に、料理に造形が深い芸能人としても活躍中である。
- 済州島育ちを活かして、方言アドバイザーも行っている。

## 映画
- 『営倉物語』短編（原題 영창이야기）（1995年）
- 『オクスタン（玉水湯）』（原題 억수탕）（1997年）
- 『キスしようか?』（原題 키스할까요?）（1998年）
- 『チャン/最高』（原題 짱）（1998年）
- 『ドクターK』（原題 닥터 K）（1999年）
- 『並ぶ』短編（原題 줄서기）（1999年）
- 『アウトライブ -飛天舞-』（原題 비천무）（2000年）
- 『私にも妻がいたらいいのに』（原題 나도 아내가 있었으면 좋겠다）（2000年）
- 『ハサミ』短編（原題 가위）（2000年）（※アン・ビョンギ監督作品とは別）
- 『友へ チング』（原題 친구）（2001年）
- 『公共の敵』（原題 공공의 적）（2002年）
- 『面白い映画』（原題 재밌는 영화）（2002年）
- 『喧嘩 －ヴィーナス vs 僕－』（原題 싸움）（2007年）
- 『隣の家の男』（原題 이웃집 남자）（2009年）
- 『男たちの挽歌 A BETTER TOMORROW』（原題 무적자）（2010年）
- 『불량남녀』（2010年）
- 『미안해, 고마워』（2011年）
- 『파파』（2012年）
- 『한반도』（2012年）
- 『私は王である』（原題 나는 왕이로소이다）（2012年）
- 『노리개』（2013年）
- 『짓』（2013年）

## TVドラマ
- 『止まらない愛』（原題 거침없는 사랑）（2002年）
- 『恋愛時代』（原題 연애 시대）（2006年）
- 『キムチでチーズ・スマイル』（原題 김치 치즈 스마일）（2007年）
- 『ドラマシティー 世の果ての涙』（原題 세상 끝의 눈물）（2008年）
- 『朝鮮推理活劇 チョン・ヤギョン』（原題 조선추리활극 정약용）（2009年）
- 『夜叉』（原題 야차）（2010年）
- 『ピオラ花店の娘たち』（原題 누가 뭐래도）（2020年-2021年）
- 『青春越壁』(青春ウォルダム) (原題 청춘월담) (2023年、tvN) - ミン・ホスン役

## 演劇
- 『ナンセンス・ジャンボリー』（原題 넌센스 잼보리）（2004年）
- 『ハッピーエンド』（原題 해피엔드）（2004年）
- 『トリート』（原題 트릿）（2008年）
- 『嵐が丘』（原題 폭풍의언덕）（2008年）
- 『ノートルダム・ド・パリ』（原題 노트르담 파리）（2009年）